# Päpstliches Polnisches Kolleg
Das Päpstliche Polnische Kolleg (lat.: Pontificium Collegium Polonorum, pl.: Papieskie Kolegium Polskie, it.: Pontificio Collegio Polacco) in Rom ist ein für polnische Priester und Seminaristen gegründetes Päpstliches Kolleg.

## Geschichte
Bereits am 1. September 1583 hatte Philipp Neri mit der Einrichtung eines Kollegs für polnische Priesteramtskandidaten begonnen. In den Gründungsjahren wurde das Kolleg um 1653 auch vom polnischen König Johann II. Kasimir unterstützt. Das Institut nahm polnische und schwedische Studenten auf, es wurde aber Ende des 17. Jahrhunderts geschlossen.

## Neubeginn
Es war dann schließlich Pater Piotr Semenenko CR zu verdanken, dass das polnische Kolleg nicht unterging. Er trat für die Wiedereröffnung eines polnischen Kollegs in Rom ein, sammelte Geld und wurde nach der Neugründung der erste Rektor (1866–1872). Erst 1866 begann eine erneute Phase des Wiederaufbaus mit finanzieller Unterstützung aus dem Hause Odescalchi und des Papstes Pius IX. (1846–1878) konnte das Kolleg ausgebaut werden.  Am 24. März 1866 wurde in der Via Vecchia Salara ein neues Haus erworben, die Arbeiten begannen am 16. Mai 1866. Am 1. Juli 1878 konnte das Kolleg am jetzigen Ort, dem ehemaligen Päpstlichen Maronitischen Kolleg, in die Via dei Maroniti einziehen. Zum Schutzpatron wurde der Hl. Johannes von Krakau (1390–1473) erkoren.
Im Jahre 1936 musste das Kolleg erneut umziehen und mietete neue Räumlichkeiten an. Nach dem Zweiten Weltkrieg übernahmen die Jesuiten die Schulleitung und seit 1959 steht das Kolleg unter der direkten Verwaltung des polnischen Episkopats. Das Kolleg bietet etwa 40 Seminaristen und Priestern Unterkunft und Ausbildung an, diese können am Kolleg und den Päpstlichen Universitäten in Rom studieren.

## Organisation
Die Anschrift lautet: Pontificio Collegio Polacco, Piazza Remuria 2A, 00153 Rom, Italien. Seit 2007 ist Tadeusz Karkosz Rektor. Er war Seminarist am Päpstlichen Polnischen Kolleg und ist Doktor der Theologie, zuvor war er Kaplan in der Erzdiözese Posen. Zum Lehrerkollegium gehören Marek Starowieyski (* 1937), Piotr Bajor, Janusz Królikowski und Ireneusz Korzeniowski. Der Studienjahrgang 2009/2010 war mit 32 Studenten belegt, die Seminaristen sind ebenfalls an Päpstlichen Universitäten immatrikuliert. Die Hausverwaltung wird von Patres der Congregatio Fratrum Cordi Jesu wahrgenommen, die Hausversorgung leiten Ordensschwestern der Dienerinnen der Unbefleckten Empfängnis.

## Bekannte ehemalige Seminaristen
- Włodzimierz Czacki (1834–1888), Kardinal und Nuntius in Frankreich
- Józef Sebastian Pelczar (1842–1924), Heiliger, Bischof von Przemyśl
- Józef Bilczewski (1860–1923), Heiliger war Erzbischof von Lemberg
- John Adelbert Baliski (1869–1948)[1], Seliger, Professor und Dogmatiker